# Ba Liên
Ba Liên là một xã thuộc huyện Ba Tơ, tỉnh Quảng Ngãi, Việt Nam.
Xã Ba Liên có diện tích 41,12 km², dân số năm 1999 là 859 người, mật độ dân số đạt 21 người/km².